# Catherine Sedley
Catherine Sedley, contessa di Dorchester e di Portmore (1657 – Bath, 26 ottobre 1717), figlia di Charles Sedley, V baronetto, fu una delle amanti di re Giacomo II d'Inghilterra, sia prima che dopo la sua ascesa al trono.
Fu nominata Contessa di Dorchester a vita nel 1686, un'elevazione di status che suscitò molto sdegno e costrinse Catherine a risiedere in Irlanda per un certo tempo. Morì a Bath, quando il suo titolo nobiliare a vita fu rimosso.

## Discendenza
- Amante di Giacomo II d'Inghilterra gli diede tre figli:
  - Catherine Darnley (1680 - 1743), che sposò in prime nozze James Annesley, III conte di Anglesey, e in seconde nozze John Sheffield, I duca di Buckingham e Normanby.
  - James Darnley (1684 - 1685)
  - Charles Darnley (1686 - 1687)
- Sposò nel 1696 il generale David Colyear - nominato conte di Portmore nel 1703 - al quale diede:
  - David Colyear, visconte Milsington (1698 – 1728–9)
  - Charles Colyear, II conte di Portmore.